# マイコン刑事
『マイコン刑事』（マイコンデカ）は、鷹見吾郎（すがやみつる）原作・下條よしあき作画による日本の漫画作品。『月刊少年チャンピオン』（秋田書店）において、1982年2月号から1985年4月号まで連載された。単行本全4巻。ただし1983年9月号以降の連載分は少年チャンピオン・コミックス単行本に収録されていない。有限会社グループ・ゼロを出版元として電子書籍『マイコン刑事【完全版】』全8巻が電子書籍配信サイト各社より配信中。

## 概要
『ゲームセンターあらし』などのヒット作で知られる漫画家・すがやみつるが別名義で原作を担当した作品。漫画家から原作業へ移行したことについてすがやは、『あらし』執筆中に指を故障して児童漫画に限界を感じたことや、『ひみつ指令マシン刑事999』執筆時の担当編集者に絵よりもストーリーの構成力を評価されたことで、アイディアや企画の仕事に移行したと語っている。当初は『週刊少年マガジン』（講談社）や『月刊少年マガジン』（同）などの漫画原作を鶴見史郎名義で担当していたが、後に『週刊少年マガジン』の『シェリフ』を見た『月刊少年チャンピオン』担当者から執筆の依頼があり、すがやの原作の作画を担当した漫画家がすがやの影響で漫画界を去る事態が続出したために講談社から原作者として敬遠され気味だったという事情もあって、別名義で『チャンピオン』の原作を担当した作品が本作である。作画担当の下條は初めての少年誌向け漫画であり、不安も抱いていたものの、『あらし』作者のすがやの原作ということで、楽しく描くことができたという。
マイコン（パソコン）を捜査活動に使う刑事（警察官）が主人公であり、第1話で主人公愛用のポケットコンピュータ（ポケコン）が登場、その後も頻繁にポケコンが使われる。しかしその目的は金勘定、スケジュール調査、果てはアラーム音を鳴らして犯人の注意を逸らすだけなど、捜査活動に直接結びつかないものが多い。これは、原作者のすがやがパソコンに詳しく、ポケコンの機能的な限界を知っているために、ポケコンが本来以上の機能を発揮するようなフィクション性の強い描写が行われなかったものと見られており、挙句にはポケコンで銃弾を防いだり、ポケコンを手裏剣のように投げつける場面も見られる。とは言え、すがやの知識は作中でも如何なく発揮され、ハッキング問題や、COCOM規制下の半導体流用問題など、ハイテクが引き起こす犯罪が現実的に描写される物語も展開された。
また、作中で多くの登場人物が死亡し、爆弾やバズーカ砲やジェット戦闘機を使うテロリストが登場したり、対する主人公側も装甲車やショットガンで武装したりといった、ハードな展開も特徴の一つに挙げられる。
なおハイテクと刑事を結びつける発想は当時流行したようで、前述のドラマ『太陽にほえろ!』や『ザ・ハングマン』にも同様の位置づけの登場事物の例が見られた。

## あらすじ
警視庁・特捜一課に配属となった主人公、矢崎大介。愛用のポケコンの計算結果やマイコンの知識を駆使し、個性派揃いの刑事たちとともに、次々に難事件や凶悪犯たちに挑む。

## 登場人物
矢崎 大介（やざき だいすけ）
主人公。警視庁特捜一課の新任刑事。常にポケコンを携帯しており、マイコンについて優れた知識を持つ。
神村 由美（かみむら ゆみ）
特捜一課の紅一点で、庶務担当。大介の新任早々、彼に一目惚れする。
神村 元造（かみむら げんぞう）
特捜一課のリーダー格。由美の父で、由美曰く「日本一の頑固者」。当初は矢崎を若造扱いし、ポケコンのことも小馬鹿にしていたが、後に理解を示す。
特捜一課の刑事たち
前述の人物たちのほか、柳田、朝永、高原、淀橋、木月の5人がいる。

## 書誌情報
- 鷹見吾郎・下條よしあき『マイコン刑事』秋田書店〈少年チャンピオン・コミックス〉。

1. 1982年9月20日発行、ISBN 978-4-253-03986-4
2. 1983年2月10日発行、ISBN 978-4-253-03987-1
3. 1983年6月20日発行、ISBN 978-4-253-03988-8
4. 1983年12月15日発行、ISBN 978-4-253-03989-5